# كارلو شارما
كارلو شارما مواليد 20 سبتمبر 1980 في ماكاتي، هو لاعب كرة سلة سويدي. بدأ مسيرته الاحترافية في سنة 2004. يبلغ طوله 6 قدم 6 بوصة (2.0 م). اعتزل اللعب في 2015.

## المسيرة الاحترافية
لعب مع باراكو بول إنرجي من سنة 2009 إلى 2011، ثم لعب مع سان ميغيل بيرمن في موسم 2011–2012، ثم لعب مع باراكو بول إنرجي في سنة 2012، ثم لعب مع ميرالكو بولتز في موسم 2012–2013.